# Rhamphomyia hyalina
Rhamphomyia hyalina är en tvåvingeart som beskrevs av Brulle 1833. Rhamphomyia hyalina ingår i släktet Rhamphomyia och familjen dansflugor.
Artens utbredningsområde är Grekland. Inga underarter finns listade i Catalogue of Life.